# Nyksund
Nyksund est une localité de l'île de Langøya dans le comté de Nordland, en Norvège.

## Description
Nyksund est un ancien village de pêcheurs, dans la partie nord de l'île de Langøya, qui a été réhabilité en 2000 afin de relancer le tourisme et l'attractivité des îles Vesterålen.
La Dronningruta (en français : « la route de la Reine »), un sentier de randonnée, relie Nyksund à Stø, située de l'autre côté de l'ile, en traversant l'île par la montagne.

## Géographie
Administrativement, Nyksund fait partie de la kommune d'Øksnes.